# Jonna Sima
Jonna Inger Sima, född 8 december 1980 i Högalids församling, Stockholms län, är en svensk journalist. Hon är sedan 2018 ledarskribent på Aftonbladet.

## Biografi
Jonna Sima är kulturvetare och har en fil. kand. i idéhistoria från Göteborgs universitet. Hon började som medarbetare på tidningen Darling och som musikskribent på kvällstidningen Expressen i början av 2000-talet. 2005 blev hon musikkritiker och nöjesjournalist på Aftonbladet. Hon har också arbetat som nyhetsreporter på bland annat DN.se och SVT samt varit researcher på TV4:s Förkväll och Studio Virtanen i TV8. Åren 2009–2013 var Sima anställd som redaktör på tidningen ETC Stockholm. Mellan 2012 och 2017 sommarvikarierade hon som ledarskribent på Aftonbladet och har även varit politisk redaktör på Dagens Arena. Hon var från 2015 kulturredaktör och ledarskribent på Arbetet. Våren 2018 blev Sima ordinarie ledarskribent på Aftonbladet.
Jonna Sima är dotter till filmaren och journalisten Jonas Sima och fil. mag. Inger Edvardsson.